# (31497) 1999 CW61
1999 CW61 (asteroide 31497) é um asteroide da cintura principal. Possui uma excentricidade de 0.20927950 e uma inclinação de 12.09446º.
Este asteroide foi descoberto no dia 12 de fevereiro de 1999 por LINEAR em Socorro.